# Breynia coronata
Breynia coronata är en emblikaväxtart som beskrevs av Joseph Dalton Hooker. Breynia coronata ingår i släktet Breynia och familjen emblikaväxter. Inga underarter finns listade i Catalogue of Life.